# Entomogramma mediocris
Entomogramma mediocris là một loài bướm đêm trong họ Erebidae.